# رفیق شامی
رفیق شامی (به آلمانی: Rafik Schami) (زاده ۲۳ ژوئن ۱۹۴۶ با نام سهیل فاضل) یک نویسنده، داستان‌گو و منتقد سوری-آلمانی است.
رفیق شامی، در سال ۲۰۱۱ آخرین کتاب خود را با نام «زنی که همسرش را در بازار کهنه‌فروشان فروخت» منتشر کرد. او در این کتاب داستان دوران کودکی خود را که در دمشق می‌گذرد، بازگو کرده‌است.

## زندگی‌نامه
سهیل فاضل در سال ۱۹۴۶ در دمشق به دنیا آمد. پدر او یک نانوا از خانواده‌ای آشوری مسیحی بود. او تحصیلات مدرسه‌ای و دانشگاهی خود در رشته شیمی را در دمشق گذراند. شامی از سال ۱۹۶۵ نگارش داستان به زبان عربی را آغاز کرد. بین سال‌های ۱۹۶۴ تا ۱۹۷۰ در یک منطقه قدیمی شهر، با راه‌اندازی روزنامه دیواری «المنطلق» (به معنی نقطه آغاز)، سردبیری‌اش را به عهده گرفت.
رفیق شامی در سال ۱۹۷۱ به هایدلبرگ آلمان مهاجرت کرد. او پس از آنکه در سال ۱۹۷۹ مدرک دکترای شیمی را دریافت کرد، حرفه‌اش را در صنایع شیمیایی آغاز کرد. او در سال ۱۹۸۰ گروهی ادبی را پایه گذاشت و از سال ۱۹۸۲ تبدیل به نویسنده‌ای تمام وقت شد. شامی که دارای تابعیت چندگانه است، همراه با همسر بایرنی و پسرش در کیرشهایمبولاندن زندگی می‌کند. کتابهای او تاکنون به بیش از ۲۰ زبان دنیا ترجمه شده‌اند.